# Dogmopolite

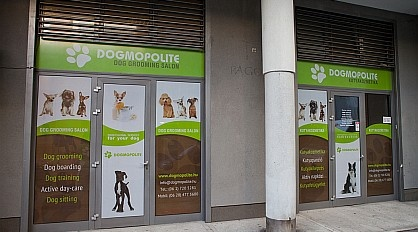

A Dogmopolite az egyik első és legnagyobb, magyar, kutyapanziókat, kutyanapköziket és kutyakozmetikákat működtető lánc. A cégcsoportnak 9 telephelye van, amelyek Budapesten, Szigetszentmiklóson, Szentendrén és Debrecenben működnek. Emellett 2023-ban nyitotta meg állatorvosi rendelőjét Budapesten, a  XIII. kerületben, továbbá foglalkozik kutyasétáltatással, kutyakiképzéssel, kutyaúsztatással, kutyataxizással és fizioterápiával is. A Dogmopolite-ot 2010-ben alapította Gárdos Péter, a cégcsoportnak mára már 30-50 alkalmazottja van. A vállalat a kezdetekben csak sétáltatással foglalkozott, ebből fejlődött ki a jelenlegi, szinte minden kutyákkal kapcsolatos szolgáltatást nyújtó vállalkozás, amely évente több tízmillió forintos forgalmat bonyolít.

## Galéria

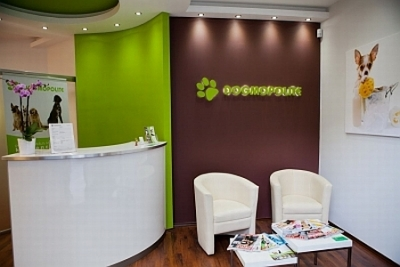
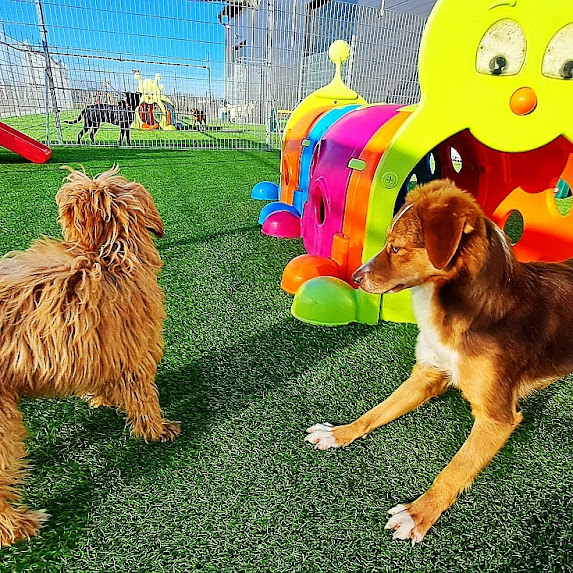
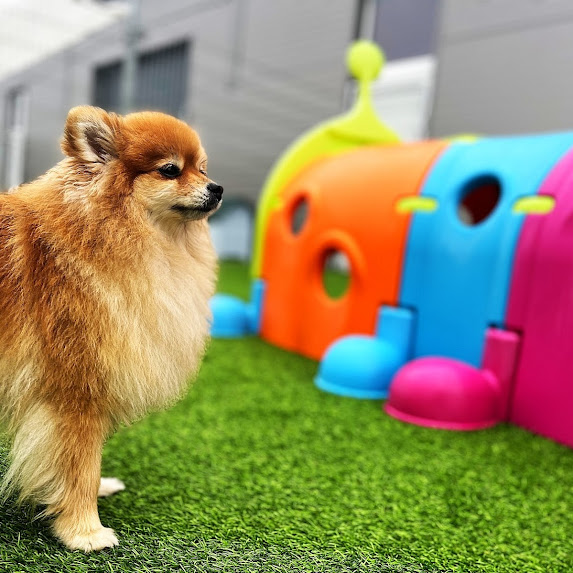
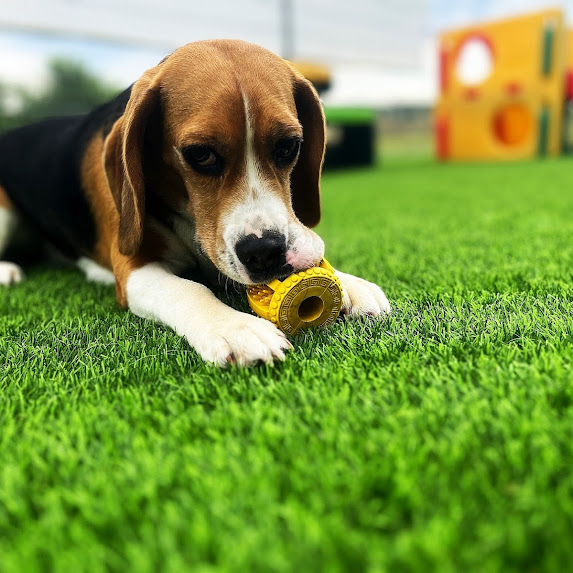
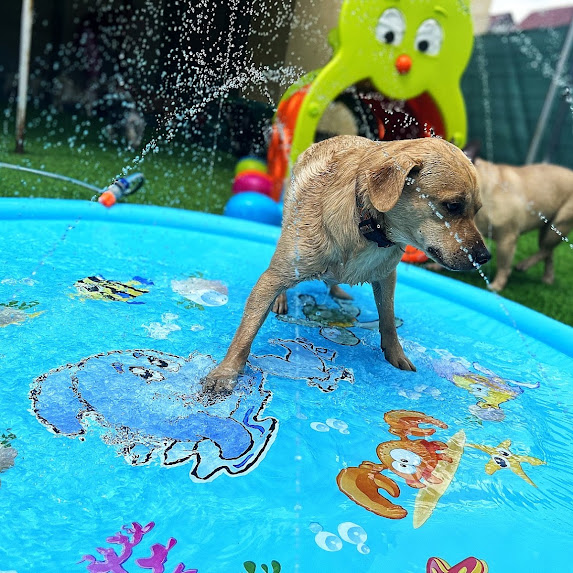
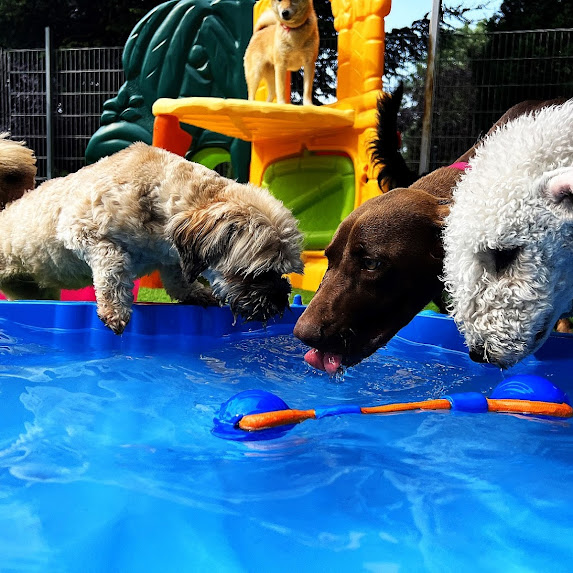
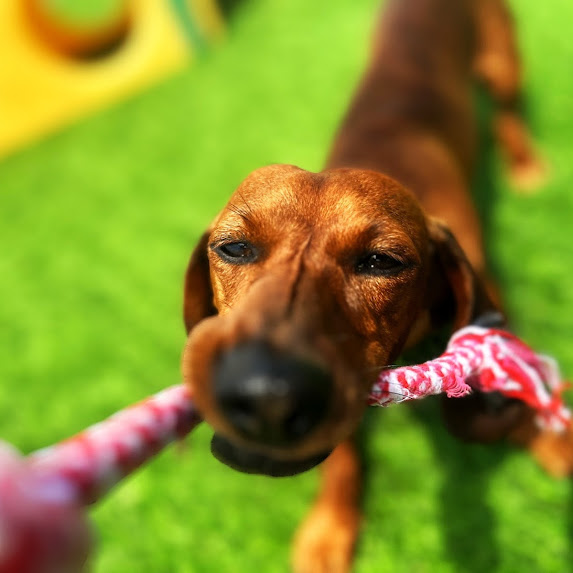